# Lateralizzazione
Per lateralizzazione si intende il processo, di natura genica, che porta un individuo biologico a sviluppare due emisomi uguali e simmetrici, distinguibili in destro e sinistro.
Una corretta lateralità è fondamentale per il normale sviluppo di ogni essere vivente. Un qualsiasi errore in questo processo comporterà difetti di natura diversa, in base alla complessità dell'organismo in questione, della fase colpita, dell'organo interessato.
Il processo di lateralizzazione si basa su un'espressione asimmetrica dei marker molecolari e si verifica molto precocemente nella fase di sviluppo, nei vertebrati prima della gastrulazione.
Nell'uomo termina con la presa di coscienza dello schema corporeo e della propria lateralità e con la reversibilità spaziale e del pensiero (7-8 anni circa).

## Evoluzione
Più di mezzo secolo fa la lateralità era ancora considerata prerogativa umana, ma da allora gli scienziati hanno documentato un numero crescente di asimmetrie comportamentali in varie specie animali, da quelle più vicine all'uomo fino agli artropodi. Molte specie di scimmie prediligono l'arto superiore sinistro nel comportamento alimentare, mentre il destro nell'esecuzione di compiti difficili, come l'uso di strumenti. In molte specie le risposte aggressive sono controllate dal lato destro del cervello, e gli individui reagiscono più prontamente a un predatore quando questo compare alla loro sinistra. Il serpente Erpeton tentaculatum attacca per esempio le proprie prede solo da sinistra.
Meccanismi differenti in grado di funzionare simultaneamente costituiscono un vantaggio evoluzionistico per gli individui, in grado così di eseguire compiti cognitivi anche complessi. La lateralizzazione individuale è però accompagnata da un'asimmetria di popolazione: cioè la lateralità non è casuale, cosa che porterebbe in una popolazione ad avere, per esempio, il 50% degli individui "destri" e il 50% "mancini", ma è direzionale: il classico esempio che riguarda la nostra specie sono i destrimani, che rappresentano il 90%. In un banco di pesci in mare, la tendenza a nuotare svoltando tutti in un'unica direzione avrebbe il vantaggio di tenere il banco compatto, cosa che però appare come uno svantaggio, dato dalla prevedibilità per un predatore.
Sebbene alcuni dati suggeriscono che possano aver contribuito anche pressioni evolutive di natura sociale, la lateralizzazione deve aver accompagnato l'evoluzione fin dai suoi albori, considerando che atomi e molecole stessi sono anch'essi lateralizzati, prevalentemente sinistrorsi.

## Nei mammiferi
La caratterizzazione del fattore di trascrizione asimmetrica e dell'espressione genica prima della gastrulazione è ampiamente studiata nell'embrione di pesce zebra, rana e topo.
La funzionalità delle ciglia delle cellule dette "progenitrici dorsali" nella regione del tubo neurale prima della gastrulazione è quella di guidare univocamente il flusso extraembrionale di fluido contenente i morfogeni secreti.
Il più precoce morfogene in grado di regolare la caratteristica sinistra-destra identificato nello Xenopus (un genere di rospo) è la fosforilazione asimmetrica del sindecano-2 da parte della proteinchinasi Cγ.
Si è visto che un disturbo al momento critico di questo processo, varia il fenotipo sinistra-destra nel giro di un'ora: un embrione di topo mutato per la proteina motoria delle ciglia suddette (gene KIF3) presentano ciglia immobili e quindi sviluppano una determinazione random sinistra-destra.
Una proteina motrice delle ciglia è detta dineina. Una mutazione del suo gene, nel topo, esprime il situs viscerum inversus.
I fattori morfogeni sono i gradienti di segnale di numerose molecole e aumentano di numero col progredire dell'embriogenesi.
Il gene Shh è inibito sul lato destro dall'activina, mentre sul lato sinistro stimola l'espressione del fattore trascrizionale Pitx2c. La rottura di questo produce nel topo difetti di lateralità e complesse anomalie cardiache. Il Pitx2c è espresso anche tardivamente, nel rimodellamento cardiaco, e quindi un suo deficit viene espresso in più fasi dello sviluppo embrionale.
La prima struttura grossolanamente asimmetrica a svilupparsi è il cuore a livello della linea mediana dell'embrione, nella posizione detta situs solitus, poiché presenta il minor rischio di sviluppare malformazioni cardiovascolari congenite.
Nell'uomo inizia le contrazioni ritmiche a circa 23 giorni dall'ovulazione e quindi forma un'ansa verso destra.

## Lateralizzazione nell'uomo
Dopo la completa fusione del tubo cardiaco, l'embrione umano ha 23 giorni ed è lungo 2 mm. Il cuore inizialmente è tubulare, quindi, continuando a crescere, si piega verso destra e anteriormente, formando una struttura configurata a destra (d-loop). A questo stadio è facile distinguere, in serie, seno venoso, atrio destro, atrio sinistro, ventricolo sinistro, ventricolo destro e il tratto di efflusso (dal quale origineranno le arterie aorta e tronco polmonare).

### Schema corporeo
La dominanza emisferica, determinata genicamente, non è correlata univocamente alla dominanza laterale.
Lo sviluppo motorio e dello schema corporeo, infatti, non procedono di pari passo: contrariamente alla crescita corporea, che si manifesta in maniera quantitativa, lo sviluppo neuromotorio deve adattarsi non a semplici somme di conoscenze acquisite, ma a nuove entità funzionali, diverse qualitativamente e quantitativamente dalle precedenti.
Per esempio la coordinazione oculo-motoria non è la somma delle esperienze visive e di quelle tattili, ma è una nuova coscienza di come la mano vista, sia propria, e abbia una funzione specifica: quella di afferrare.
Lo sviluppo della lateralità è quindi intimamente connesso con l'organizzazione dello schema corporeo, dello spazio e del tempo.
Si è in disaccordo per quanto riguarda l'epoca di stabilizzazione della lateralità: alcuni dicono già a 4 mesi, altri la pongono sul finire del processo di mielinizzazione, che termina ai 4-5 anni.
L'interiorizzazione e la presa di coscienza di tale lateralità avvengono invece più avanti, e sono connessi con livelli strutturali organizzativi e cognitivi più evoluti (periodo operatorio concreto, tra i 6 anni e i 12).
Lo spazio prossimale viene diviso in uno spazio meno pregnante e uno spazio più pregnante (quello del lato dominante), il che presuppone che il bambino si senta e si sperimenti come corpo con delle parti integrantisi.
Il processo di lateralizzazione contribuisce a ristrutturare la nozione di equilibrio, è fondamento alla precisione e coordinazione oculo-manuale, allo stabilirsi della scrittura e del suo organizzarsi nello spazio del foglio. Tutti elementi che il bambino non possiede prima dei 5-6 anni.
Infine, l'acquisizione della lateralità tocca anche l'evoluzione psicoaffettiva, dimostrata dalla capacità del bambino di porsi al posto di un altro durante il gioco (reversibilità spaziale), e quindi dalla capacità di identificarsi con i sentimenti altrui, di accettare e rispettare gli altri (reversibilità del pensiero).